# Лосино-Островский
Лоси́но-Остро́вский — посёлок в составе Глубковского сельского поселения Новосильского района Орловской области России.

## Описание
Располагается в равнинной местности в пятистах метрах по правую сторону от автодороги Новосиль — Мценск. До сельского административного центра Глубок 9 км (по автодороге). Название получено по географическому признаку — лесу Лосинка. Посёлок образовался в послереволюционное советское время в 1920-х годах переселенцами из села Чулково, в котором был образован колхоз «Дружная Семья». В 1926 году в посёлке насчитывалось 27 крестьянских дворов

## Население
| Годы      | 1926 | 2000 | 2010 |
| --------- | ---- | ---- | ---- |
| Население | 167  | 42   | 26   |